# Eric Reygaert
Eric Reygaert (Oetingen, 2 september 1948) is een Belgische voormalige atleet. Hij was gespecialiseerd in de 800 m, waarop hij in 1970 Belgisch kampioen werd.

## Loopbaan
Reygaert verbrak het Belgische indoorrecord op de 800 m in 1971 met een tijd van 1.49,6 (in Ahoy Rotterdam) en liep in 1975 in Dortmund een Belgisch indoorrecord op de 1000 m met een tijd van 2.24,1. Als junior bereikte hij op het Belgisch kampioenschap alle categorieën podiumplaats twee in het Brusselse Heizelstadion.
In 1970 won hij alle 800 m loopwedstrijden op alle internationale wedstrijden, met uitzondering van één tweede plaats in Roemenië (Boekarest) achter de Oost-Duitser Dieter Fromm, finalist op de Olympische Spelen van 1972 in München. Zelf kon Reygaert zich niet plaatsen voor deze Olympische Spelen.
Zijn beste prestatie op 600 m 1.16,5 in 1971 en verbeterde toen het Belgisch record van Roger Moens die 1.16.7 bedroeg en 47,0 s op de 400 m, dit als halve fondloper.

## Belgische kampioenschappen
| Onderdeel | Jaar |
| --------- | ---- |
| 800 m     | 1970 |

## Persoonlijke records
Outdoor
| Onderdeel | Prestatie | Datum        | Plaats  |
| --------- | --------- | ------------ | ------- |
| 800 m     | 1.47,9    | 28 juni 1970 | Brussel |
| 1500 m    | 3.45,7    | 1970         |         |

Indoor
| Onderdeel | Prestatie      | Datum           | Plaats   |
| --------- | -------------- | --------------- | -------- |
| 800 m     | 1.49,3 (ex-NR) | 25 januari 1975 | Arnhem   |
| 1000 m    | 2.24,1 (ex-NR) | 15 januari 1975 | Dortmund |
| 1500 m    | 3.44,0         | 1971            | Vittel   |

## Palmares

### 800 m
- 1970:  BK AC – 1.50,7
- 1971: 4e reeks EK indoor in Sofia – 1.56,5
- 1971: 1e Europa beker Helsinki (Finland).